# Michał Paszkiewicz
Michał Paszkiewicz (ur. 8 września 1883, zm. 16–19 kwietnia 1940 w Katyniu) – polski prawnik, urzędnik, pułkownik Wojska Polskiego w stanie spoczynku, ofiara zbrodni katyńskiej.

## Życiorys
Syn Stanisława i Anny, urodzony 8 września 1883. Był prawnikiem. Po odzyskaniu przez Polskę niepodległości został urzędnikiem Ministerstwa Sprawiedliwości. 30 czerwca 1923 ze stanowiska kontrolera został mianowany referentem w MS. Naczelnik więzienia we Wronkach w latach 1929–1932, następnie w latach 1932–1934 naczelnik więzienia w Drohobyczu, a w latach 1935–1939 inspektor w Departamencie Karnym Ministerstwa Sprawiedliwości.
W czasie kampanii wrześniowej 1939, po agresji ZSRR na Polskę, w nieznanych okolicznościach dostał się do niewoli sowieckiej. Według stanu z kwietnia 1940 był jeńcem obozu w Kozielsku. Między 15 a 17 kwietnia 1940 przekazany do dyspozycji naczelnika Zarządu NKWD Obwodu Smoleńskiego – lista wywózkowa 032/1 z 14 kwietnia 1940. Został zamordowany między 16 a 19 kwietnia 1940 w Katyniu przez funkcjonariuszy Obwodowego Zarządu NKWD w Smoleńsku oraz pracowników NKWD przybyłych z Moskwy na mocy decyzji Biura Politycznego KC WKP(b) z 5 marca 1940. Ofiary tej zbrodni grzebano w bezimiennych mogiłach zbiorowych, gdzie od 28 lipca 2000 mieści się oficjalnie Polski Cmentarz Wojenny w Katyniu. W miejscu tym prowadzone były ekshumacje i prace archeologiczne. W 1943 jego ciało zostało zidentyfikowane w mundurze w toku ekshumacji nadzorowanych przez Niemców pod numerem 1130 – dosł. określony jako Paszkiewicz Michael (raport dzienny z 6 maja 1943). Przy jego szczątkach znaleziono: książeczkę członkowską urzędnika oraz dwie metryki urodzenia (jego i jego żony). Figuruje na liście Komisji Technicznej PCK pod numerem 01130.

## Ordery i odznaczenia
- Złoty Krzyż Zasługi (9 listopada 1932)[16]

## Upamiętnienie
Postanowieniem nr 112-48-07 Prezydenta RP Lecha Kaczyńskiego z 5 października 2007 został awansowany pośmiertnie do stopnia generała brygady. Awans został ogłoszony 9 listopada 2007 w Warszawie, w trakcie uroczystości „Katyń Pamiętamy – Uczcijmy Pamięć Bohaterów”.
16 kwietnia 2009 na placu przy Publicznym Gimnazjum nr 4 im. Marszałka Józefa Piłsudskiego w Białej Podlaskiej został posadzony Dąb Pamięci ku czci generała brygady Michała Paszkiewicza.